# Fonds de garantie des victimes des actes de terrorisme et d'autres infractions
Pour les articles homonymes, voir Fonds de garantie.
Le Fonds de garantie des victimes des actes de terrorisme et d'autres infractions (ou FGTI) est un organisme français de droit public  créé par la loi no 90-589 du 6 juillet 1990 modifiant le code de procédure pénale et le code des assurances et relative aux victimes d'infractions. Le législateur avait alors regroupé au sein d'un organisme unique deux missions préexistantes bien distinctes : l'indemnisation des victimes d'actes de terrorisme, et l'indemnisation des victimes de certaines infractions pénales.
Il est issu du Fonds terrorisme créé en 1986 sous la pression d’associations, notamment SOS Attentats, une loi en 1990 étendant le champ de compétence du fonds. Le Fonds est, par son financement et son champ d'intervention, très lié au monde de l'assurance, un lien qui s'est raffermi avec la loi du 1er juillet 2008.

## L'organisation et le financement du FGTI
Les articles L. 422-1 à 6 et R. 422-1 à 10 du Code des assurances traitent de l'organisation et au financement du FGTI.
Le FGTI, « doté de la personnalité civile », est géré par un conseil d'administration de neuf membres : un représentant du secteur de l'assurance, quatre représentants de divers ministères, trois membres d'associations de victimes et un président originaire du Conseil d'État ou de la Cour de cassation. Les statuts du Fonds sont approuvés par arrêté conjoint du garde des sceaux et du ministre chargé des assurances, ce dernier se chargeant également du contrôle du Fonds à travers la nomination d'un commissaire du gouvernement.
Le Fonds de garantie est alimenté à 75 % par une contribution forfaitaire de 4,30 euros (en 2016) prélevée sur chaque contrat d'assurance de biens souscrit auprès d'une entreprise opérant en France. Deux auteurs[1] ont pu qualifier ce mode de financement de « peu orthodoxe » : il n'existe en effet aucun lien entre la garantie des biens et l'indemnisation des dommages corporels des victimes d'actes de terrorisme. Il faut y voir un acte opportuniste du législateur qui a rattaché une taxe sur un produit assurantiel très répandu.[non neutre]Deux auteurs ont pu qualifier ce mode de financement de « peu orthodoxe » : il n'existe en effet aucun lien entre la garantie des biens et l'indemnisation des dommages corporels des victimes d'actes de terrorisme. Il faut y voir un acte opportuniste du législateur qui a rattaché une taxe sur un produit assurantiel très répandu. Les ressources du FGTI sont, le cas échéant, complétées par le remboursement des indemnités que le Fonds obtient des auteurs des infractions ayant entraîné le dommage indemnisé (20 %) et par des placements financiers (5 %). En janvier 2017, le montant de la taxe sur les contrats d'assurance est relevé à 5,90 € par contrat correspondant à 140 millions d'euros de recettes supplémentaires pour le FGTI.
La gestion du FGTI est confiée au Fonds de garantie des assurances obligatoires de dommages (FGAO).

## Historique de l'évolution des compétences du FGTI
- La loi n°77-5[10] garantissant l'indemnisation de certaines victimes de dommages corporels résultant d'une infraction, du 3 janvier 1977, fait figure d'acte fondateur en posant le principe selon lequel « toute personne ayant subi un préjudice résultat de faits volontaires ou non et présentant le caractère matériel d'une infraction peut obtenir de l'État une indemnité ». Ce texte posait cependant une série de conditions particulièrement restrictives (dommages corporels graves, préjudice économique, intervention subsidiaire, grave situation matérielle…) et plafonnait l’indemnité, qui était accordée à titre de secours par une « Commission d’Indemnisation des Victimes d’Infractions » (CIVI) siégeant auprès de chaque Cour d’appel.

- La très controversée loi n°81-82 renforçant la sécurité et protégeant la liberté des personnes du 2 février 1981[11] a étendu le système d’indemnisation à toute personne qui, victime d’un vol, d’une escroquerie ou d’un abus de confiance ne pouvait obtenir par ailleurs une réparation et se trouvait de ce fait dans une situation matérielle grave. C'est également la loi « sécurité et liberté » qui a instauré un plafond de ressources pour demander l'indemnisation, duquel on déduit le plafond de l'indemnité exigible.

- La loi n°83-608[12] du 8 juillet 1983 renforçant la protection des victimes d'infraction, améliorant le système existant, a notamment créé une CIVI auprès de chaque Tribunal de Grande Instance, fait entrer les associations de victimes dans leur composition et permet à son président d'accorder une provision à la victime.

- La loi n°85-1407[13] du 30 décembre 1985 portant diverses dispositions de procédure pénale et de droit pénal a étendu le système d’indemnisation aux diverses infractions sexuelles (viol, attentat à la pudeur…). Pour ces faits, la condition de gravité du dommage est supprimée.

- La loi n°90-589[14] du 6 juillet 1990 modifiant le code de procédure pénale et le code des assurances et relative aux victimes d'infractions a profondément modifié le régime pour lui donner son visage actuel. Elle a créé le FGTI, institué le principe de réparation intégrale des dommages corporels graves en supprimant le plafond, et fait disparaître les conditions restrictives d’attribution. Elle a également créé un début de répartition des compétences entre FGAO et FGTI, ce dernier ne pouvant indemniser les victimes d'un accident de la circulation ou de chasse.

- La loi n°92-665[15] du 16 juillet 1992 a instauré le double degré de juridiction dans la procédure d'indemnisation en permettant l'appel des décisions rendues par les CIVI.

- La loi n°2000-516[16] du 15 juin 2000 renforçant la protection de la présomption d'innocence et les droits des victimes a étendu le régime d'indemnisation aux extorsions de Fonds et aux destructions, dégradations ou détériorations d'un bien. L'indemnisation est possible si la victime se trouve « dans une situation matérielle ou psychologique grave », cette dernière possibilité ayant été insérée par ladite loi.

- La loi n°2004-204 du 9 mars 2004 dite « loi Perben II » portant adaptation de la justice aux évolutions de la criminalité créé un article 706-5-1 dans le code de procédure pénale et instaure une procédure d'offre aux requêtes des victimes adressées au Fonds par le greffe des CIVI.

- La loi n°2008-644[17] du 1er juillet 2008 créant de nouveaux droits pour les victimes et améliorant l'exécution des peines a permis l'indemnisation des victimes d'un incendie de leur véhicule terrestre à moteur, instaurant toutefois un plafonnement des indemnités exigibles.

- Enfin, on peut citer, au niveau supra national, la Convention européenne du 24 novembre 1983 relative au dédommagement des victimes d'infractions violentes[18], et la directive communautaire du 29 avril 2004 relative à l'indemnisation des victimes de la criminalité[19]. Ces textes n'ont guère eu d'influence sur un droit français déjà suffisamment protecteur des victimes.

## Le champ d'intervention du FGTI
Le FGTI intervient pour indemniser, d'une part, certaines victimes d'infractions et, d'autre part, les victimes d'actes de terrorisme. Chaque année, le FGTI gère 17 000 demandes d’indemnisation, moins d’une centaine provenant de victimes du terrorisme, la majorité du fonds servant à indemniser les victimes d'infractions de droit commun (agression, viol, et toutes les infractions qui relèvent d'une atteinte à la personne, véhicule incendié, vol, escroquerie, extorsion de fonds).

### L'indemnisation de certaines victimes d'infractions

#### La réparation intégrale des dommages corporels graves et des infractions sexuelles
Les conditions tenant à la victime
Certaines conditions tiennent à la nationalité de la victime ou à la territorialité de l'infraction. L'indemnisation n'est possible que si la victime dispose de la nationalité française (quel que soit le lieu de l'infraction). Si la victime n'a pas la nationalité française, elle ne sera indemnisée que si les faits se sont déroulés sur le territoire français, et si elle est ressortissante de l'Union européenne ou en séjour régulier.
Les conditions tenant au dommage subi par la victime selon la nature des faits
Seuls certains faits visés à l'article 706-3 du code de procédure pénale sont susceptibles d'ouvrir droit à réparation intégrale. Sont légalement exclues les atteintes corporelles liées à l'amiante, aux accidents de la circulation et au terrorisme (article 706-3 al. 2). Ces différents préjudices sont susceptibles d'être indemnisés par d'autres régimes spécifiques. La jurisprudence a également exclu les accidents du travail du régime d'indemnisation du FGTI. Les conflits de compétence sont toutefois légion entre les divers mécanismes de garantie.
Ces faits doivent, dans tous les cas, « présenter le caractère matériel d'une infraction » et peuvent être « volontaires ou non ». À ce stade, on peut d'ores et déjà formuler deux remarques :
- La présence du seul élément matériel suffit à ouvrir droit à indemnisation. Peu importe que l'auteur des faits ait été inconnu, sous l'empire d'un trouble mental ou que les faits soient prescrits, amnistiés, voire non poursuivis devant le juge répressif.

- La possibilité d'indemniser les victimes de certaines infractions involontaires entraîne nécessairement un chevauchement avec d'autres mécanismes de garantie et notamment l'assurance de responsabilité, mais aussi le FGAO.

Deux types de faits sont susceptibles d'ouvrir droit à réparation intégrale.
- Il s'agit, d'une part, des faits ayant « entraîné la mort, une incapacité permanente [IPP] ou une incapacité totale de travail personnel [ITT] égale ou supérieure à un mois ».

- Il s'agit, d'autre part, des infractions figurant aux « articles 222-22 à 222-30, 225-4-1 à 225-4-5 et 227-25 à 227-27 du code pénal », qui répriment respectivement les agressions sexuelles criminelles et délictueuses, la traite des êtres humains et les atteintes sexuelles sur mineur de 15 ans consentant. La jurisprudence y a également assimilé la simple tentative[22]. Par exception, le préjudice subi par les victimes de ces infractions sera intégralement indemnisé, sans considération de sa gravité. Geneviève Viney, spécialiste du droit de la responsabilité, estime que cette solution est heureuse, puisque « la gravité des faits et la probabilité de traumatisme psychologique sont suffisants »[23]. C'est sans doute exact, quoiqu'à nuancer pour les atteintes sexuelles prévues par les articles 227-25 à 227-27 du code pénal. Néanmoins, cette situation crée un déséquilibre incontestable et inacceptable entre les justiciables et risque de priver d'indemnisation certaines victimes ayant elles aussi subi un grave traumatisme psychologique. Que l'on songe, par exemple, à une prise d'otages ou une tentative de meurtre n'ayant pas abouti. La victime indemne ne pourra pas demander la réparation intégrale de son préjudice… faute d'avoir été suffisamment blessée. Cette victime pourra néanmoins, sous certaines conditions, percevoir une indemnité partielle et plafonnée.

La situation est complexe et il n'y a que deux remèdes possibles. Le premier serait le durcissement des conditions d'indemnisation des victimes d'infractions sexuelles. C'est une mesure politiquement inenvisageable tant les infractions sexuelles font l'objet d'une absolue réprobation sociale. La seconde serait d'assouplir les conditions d'éligibilité à la réparation intégrale, mais elle ferait entrer le FGTI dans une autre dimension et poserait d'épineuses questions, notamment quant à son financement.
Enfin, « la réparation peut être refusée ou son montant réduit à raison de la faute de la victime ». La faute, qui est opposable aux ayants droit de la victime directe, pourra par exemple être retenue en cas d’imprudence, d’injures, ou de participation à une activité délictueuse. La jurisprudence à ce sujet est pléthorique et relativement fluctuante. Dans tous les cas, la jurisprudence exige la présence d'un lien de causalité entre la faute de la victime et la réalisation du dommage, même si la faute n'est pas nécessairement concomitante avec l'infraction.
Le principe de réparation intégrale du préjudice corporel
Par « réparation intégrale », on entend le replacement de la victime dans sa situation antérieure. Le concept est inapplicable en matière de dommage corporel, et il s'agira surtout d'indemniser tous les postes de préjudice, patrimoniaux comme extrapatrimoniaux. À ce sujet, les réflexions sur l'indemnisation du dommage corporel sont nombreuses depuis plusieurs années et un réel consensus s'est formé parmi les acteurs du dommage corporel autour de la nomenclature des postes de préjudice présentée par le groupe présidé par Jean-Pierre Dintilhac, inspirée par la jurisprudence et les travaux menés dès 2003 par la commission Lambert-Faivre sous l'égide du Conseil National d'Aide aux Victimes. Cette nomenclature propose un recensement et une classification des différents postes de préjudice caractérisant la réparation corporelle en donnant pour chacun d'eux une définition précise du contenu indemnisable.
Pour apprécier le montant des indemnités versées à la victime, l'article 706-9 du code de procédure pénale impose à la Commission de tenir compte des diverses sommes que la victime est susceptible de recevoir par ailleurs, de la part d'organismes sociaux, de son employeur ou « d'indemnités de toute nature reçues ou à recevoir d'autres débiteurs au titre du même préjudice ». En pratique, il s'agit ici de ne pas indemniser la victime au-delà de son préjudice. Attention, ce n'est pas un principe de subsidiarité que met ici en place le législateur ! Le recours à la CIVI est autonome et indépendant des autres recours qu'aurait pu intenter la victime par ailleurs. Mais très concrètement, le FGTI jouera le plus souvent le rôle d'un débiteur complémentaire nécessaire pour assurer la réparation intégrale de la victime et sera amené à indemniser les dommages qui ne pourront être pris en charge à un autre titre. Le code de procédure pénale impose d'ailleurs au Fonds de déduire de son offre les prestations indemnitaires déjà versées à la victime par des tiers payeurs.

#### L'indemnisation plafonnée des dommages corporels légers et des dommages matériels
Les conditions de territorialité et de nationalité sont les mêmes que pour l'indemnisation des dommages corporels graves.
Les conditions tenant à la nature du dommage
L'article 706-14 du code de procédure pénale distingue deux types de dommages partiellement indemnisables.
- Il s'agit, en premier lieu, des dommages matériels subis par « toute personne victime d'un vol, d'une escroquerie, d'un abus de confiance, d'une extorsion de Fonds ou d'une destruction, d'une dégradation ou d'une détérioration d'un bien lui appartenant »[30]. La jurisprudence se montre extrêmement pointilleuse et se limite aux infractions limitativement énumérées, refusant l'indemnisation de personnes victimes de faits voisins mais entrant dans le champ d'une autre incrimination : falsification de chèques et usage de chèques falsifiés[31], extorsion de Fonds[32] ou abus de faiblesse[33].

- Il s'agit, en second lieu, des « [34] » qui ne peuvent « [35] » en application de l'article 706-3 précité, les faits générateurs du dommage ayant entraîné une ITT inférieure à un mois[36].

Les conditions tenant à la situation de la victime
Les conditions tenant à la situation de la victime sont au nombre de deux.
- En premier lieu, une condition de ressources. L'article 706-14 al. 1er du code de procédure pénale dispose que les ressources mensuelles de la victime doivent être « inférieures au plafond prévu par l'article 4 de la loi n° 91-647 du 10 juillet 1991 relative à l'aide juridique pour bénéficier de l'aide juridictionnelle partielle »[37]. Ce plafond, revalorisé chaque année, dépend du nombre de personnes à charge de la victime. Au 1er janvier 2008, ce plafond est de 1328 €, majoré de 159 € pour les deux premières personnes à charge, puis de 101 € pour les suivantes. La notion de « ressource » est à entendre de manière extensive. Ce sont les ressources que la victime a eu, directement ou indirectement, à disposition et pas uniquement son seul revenu imposable[38].

- En second lieu, l'infraction doit avoir, ne serait-ce que pour partie[39], placé la victime « dans une situation matérielle ou psychologique grave » (article 706-14). Cette situation purement factuelle doit s'apprécier à la date de la demande[40] et recouvre des hypothèses très diverses. Pour donner deux exemples : un enfant victime de sévices se trouvant placé dans une situation de dépendance vis-à-vis de l'administration sera indemnisé[41], tandis que le vol d'une montre de marque Breitling ne place pas la victime dans une situation matérielle ou psychologique grave, ne s'agissant pas d'un objet de première nécessité[42].

L'intervention subsidiaire du FGTI
En matière de dommages matériels et de dommages corporels légers, l'intervention du FGTI est explicitement subsidiaire et réservée aux victimes qui ne peuvent « obtenir à un titre quelconque une réparation ou une indemnisation effective et suffisante de leur préjudice ». Cet « autre titre » peut être le responsable lui-même (s'il est connu, il faudra donc prouver son insolvabilité), un assureur, un organisme social, voire un autre organisme de garantie comme le FGAO.
Le montant de l'indemnité
L'article 706-14 al. 2 dispose que « l'indemnité est au maximum égale au triple du montant mensuel de ce plafond de ressources », soit pour 2008 la somme de 3984 euros. Notons que la Cour de cassation, dans un arrêt de 10 octobre 2002, a refusé la revalorisation du plafond de l'indemnité en fonction des charges de famille de la victime, contrairement au plafond de ressources.

#### L'indemnisation des véhicules incendiés
La loi du 1er juillet 2008 a ouvert un nouveau cas d'indemnisation pour les victimes d'un incendie de leur véhicule terrestre à moteur, en insérant un article 706-14-1 qui opère un renvoi partiel à l'article précédent, avec deux uniques nuances allant dans le sens d'une plus large indemnisation.
En premier lieu, la loi a supprimé, pour le cas particulier des véhicules terrestres à moteur, la condition de « situation matérielle ou psychologique grave » de la victime.
En second lieu, l'article 706-14-1 relève le plafond de ressources et place le curseur à 1,5 fois le plafond prévu par le premier alinéa de l'article 706-14, soit 1992 euros pour l'année 2008. Quant au montant de l'indemnité, l'absence de toute référence à la prise en compte, « le cas échéant, des charges de famille » laisse à penser qu'il ne devra pas être relevé selon ce critère, conformément à la jurisprudence précitée.

### L'indemnisation des victimes d'actes de terrorisme
Le Fonds de garantie des victimes d'actes de terrorisme et d'autres infractions est également chargé, comme son nom l'indique, d'indemniser les victimes d'acte de terrorisme. La genèse du dispositif actuel est à rechercher dans la vague d'attentats qui a frappé la France en 1986, conduisant au vote de la loi n° 86-1020 du 9 septembre 1986 relative à la lutte contre le terrorisme. Les textes relatifs à ce régime figurent aujourd'hui dans le code des assurances, aux articles L. 126-1 à 3 et L. 422-1 et 2.
Le système mis en place par le législateur organise une dichotomie entre l'indemnisation des dommages matériels, et l'indemnisation des dommages corporels. Les premiers sont obligatoirement garantis par l'assurance privée, et les seconds sont pleinement confiés à la solidarité nationale.
L'article L. 126-2 du code des assurances adopte la définition pénale du terrorisme, qui figure aux articles 421-1 et 421-2 du Code pénal. Il s'agit des « infractions en relation avec une entreprise individuelle ou collective ayant pour but de troubler gravement l'ordre public par l'intimidation ou la terreur ».
La question de l'application dans le temps du dispositif a longtemps fait l'objet de controverses. D'abord limitée aux faits survenus postérieurement à son entrée en vigueur, elle a progressivement été rendue rétroactive par le législateur au 1er janvier 1985 puis au 1er janvier 1982, pour éviter toute discrimination inacceptable entre les victimes. Mais la Cour de cassation, dans un arrêt du 23 juin 1993, a balayé ces considérations et autorisé l'indemnisation de toutes les victimes sans considération de la date de l'attentat.
L'article L. 126-1 du code des assurances dispose que « les victimes d'actes de terrorisme commis sur le territoire national, les personnes de nationalité française victimes à l'étranger de ces mêmes actes ainsi que leurs ayants droit, quelle que soit leur nationalité, sont indemnisés dans les conditions définies aux articles L. 422-1 à L. 422-3. » Le premier de ces textes dispose que « la réparation intégrale des dommages résultant d'une atteinte à la personne est assurée par l'intermédiaire du Fonds de garantie des victimes des actes de terrorisme et d'autres infractions ».
C'est donc en cas de dommages corporels causés par un acte de terrorisme que le FGTI est amené à intervenir. Comme en matière d'infractions, ce sont les victimes françaises d'une part, et les victimes de toute nationalité blessées ou tuées sur le territoire français d'autre part, qui seront indemnisées. Il s'agit d'un système direct déconnecté de toute responsabilité : le FGTI intervient à titre principal. Néanmoins, l'alinéa 2 précise que « la réparation peut être refusée ou son montant réduit à raison de la faute de la victime. » En matière de terrorisme, on suppose que le législateur vise ici l'auteur de l'attentat.
La procédure d'indemnisation par le FGTI est précisée par les articles R. 422-6 à 9 du code des assurances. L'article R. 422-6 prévoit la saisine du Fonds par le procureur de la République en cas de survenance d'un acte de terrorisme. Une victime s'estimant victime d'un tel acte peut également saisir directement le Fonds.
Là encore, une procédure d'offre d'indemnisation est prévue par les textes : l'article L. 422-2 prévoit que « le Fonds de garantie est tenu de présenter à toute victime une offre d'indemnisation dans un délai de trois mois à compter du jour où il reçoit de celle-ci la justification de ses préjudices ». Cette offre, précise l'article R. 422-8, tient compte de tous les chefs de préjudice, déduction faite des prestations indemnitaires déjà reçues des organismes sociaux énumérés à l'article 29 de la loi du 5 juillet 1985. Les sommes sont versées dans un délai d'un mois à compter de la décision. En amont, l'article L. 422-2 prévoit en outre le versement obligatoire d'une ou plusieurs provisions à la victime ou ses ayants droit, dans un délai d'un mois à compter de la demande.
L'offre débouche sur une transaction identique à celle prévue par la procédure d'offre en matière d'accident de la circulation. La transaction peut être dénoncée par la victime dans un délai de quinze jours. Si c'est le cas, ou si la transaction échoue, la procédure devient juridictionnelle et c'est un juge civil qui statuera au contentieux sur les dommages-intérêts dus à la victime. Soulignons que l'article L. 422-1 al. 3 du code des assurances prévoit que le FGTI « est subrogé dans les droits que possède la victime contre la personne responsable du dommage ».

### Préjudices d'angoisse et d'attente
Un an après les attentats du 13 novembre 2015, 170 avocats du Bareau de Paris publient un livre blanc recommandant la prise en compte du « préjudice d'angoisse » pour les personnes menacées mais non tuées et du « préjudice d'attente » de leurs proches sur le sort des personnes menacées. En effet, l'accident ferroviaire d'Allinges en 2008 qui avait vu la collusion d'un train avec un car scolaire et l'accident de car de Puisseguin en octobre 2015 ont vu la reconnsaissance du préjudice « d'attente et d'inquiétude » par le jugement du 26 juin 2013 du tribunal correctionnel de Thonon conforté par un accord amiable entre les familles de victimes et les assureurs dans le second cas. Le secrétaire d'Etat chargé des victimes Juliette Méadel donne un accord de principe aux propositions du Livre blanc. Toutefois la possible reconnaissance du préjudice d'angoisse pose la question des limites toujours plus grandes de l'indemnisation. Si la définition du préjudice d'attente qui dédommagerait le « l'attente s'écoulant entre la connaissance de l'événement et la confirmation de proches sur le lieu de l'attaque (...) ou les circonstances éprouvantes dans lesquelles les victimes par ricochet ont été informées de l'état de santé / du décès » de la victime principale est sans conteste nouveau, tel n'est pas le cas du préjudice d'angoisse qui est décrit comme « une souffrance supplémentaire [résultant de la conscience] d'une mort imminente et de l'angoisse existante y afférent » car les victimes d'actes terroristes bénéficient depuis 1987 de la reconnaissance d'un « préjudice exceptionnel des victimes du terrorisme » pouvant couvrir en partie la notion d'angoisse.

## La procédure d'indemnisation
La CIVI
Dès 1977 et avant même la création du FGTI, lorsque l'État lui-même était débiteur de l'indemnité, la réparation des dommages subis par les victimes de certaines infractions pénales faisait intervenir un organe judiciaire, la CIVI. Cet organe, la Commission d'indemnisation des victimes d'infractions ou CIVI, a survécu aux différentes réformes du régime et a vu sa composition se diversifier, et ses prérogatives changer, surtout ces dernières années. Le président de la CIVI a vu s'assouplir son droit d'accorder une provision à la victime, mais c'est désormais le Fonds lui-même qui évaluera le montant de l'indemnité dans le cadre de la procédure transactionnelle.
L'article 706-4 du code de procédure pénale institue une CIVI dans le ressort de chaque tribunal de grande instance. La CIVI est une « juridiction civile » échevinale : elle est composée de deux magistrats et d'une « personne s'étant signalée par l'intérêt qu'elle porte aux problèmes des victimes », autrement dit en pratique, le plus souvent, membre d'une association de victimes.
Délais et pièces justificatives de la saisine
La requête du demandeur doit être adressée au greffe de la CIVI « dans le délai de trois ans à compter de la date de l'infraction ». Lorsque des poursuites pénales sont exercées, ce délai est prorogé et la demande doit être déposée dans l'année qui suit la décision définitive ayant statué sur l'action publique ou l'action civile engagée devant la juridiction répressive. Concrètement, la procédure est engagée par une requête déposée ou envoyée par lettre recommandée au secrétariat de la CIVI compétente, signée par la personne lésée, son représentant légal ou son conseil, étant entendu que l’assistance d’un avocat n’est pas obligatoire.
La CIVI compétente est soit celle du domicile du défendeur, soit celle du lieu de la juridiction pénale saisie de l’infraction à indemniser. Si l'infraction a été commise à l'étranger, la CIVI compétente est celle rattachée au TGI de Paris.
Cette demande doit être accompagnée des « pièces justificatives » justifiant sa recevabilité, pièces qui diffèrent évidemment selon le dommage subi. On peut citer l'identité du requérant, son lien de parenté avec la victime, la date, le lieu et les circonstances de l’infraction, une copie du jugement, un descriptif du dommage, les organismes sociaux susceptibles d'intervenir et les sommes déjà versées par les différents organismes susceptibles d'intervenir, et, bien entendu, le montant de l'indemnité réclamée. Lorsque la demande d’indemnité concerne la réparation d’atteintes légères à la personne ou du préjudice matériel, le demandeur doit prouver qu'il remplir les conditions supplémentaires, c'est-à-dire indiquer le montant de ses ressources, les éléments établissant l’impossibilité d’obtenir réparation par ailleurs, et la description de la situation matérielle ou psychologique grave résultant de l'infraction.
Procédure transactionnelle ou judiciaire
La procédure d'indemnisation est, normalement, transactionnelle. Elle peut, dans certains cas, devenir judiciaire. En tout état de la procédure, le président de la CIVI peut accorder une ou plusieurs provisions.
- Dans un premier temps, « la demande d'indemnité, accompagnée des pièces justificatives, est transmise sans délai par le greffe » au FGTI[52]. La procédure transactionnelle d'offre s'enclenche : Le FGTI « est tenu, dans un délai de deux mois à compter de la réception, de présenter à la victime une offre d'indemnisation ». Le décret n° 2005-567 du 27 mai 2005 précise que cette offre doit indiquer l'évaluation retenue par le Fonds pour chaque chef de préjudice, ce qui permet d'assurer le principe de la réparation intégrale. Si la victime accepte l'offre, le constat d'accord est transmis pour homologation au Président de la CIVI, ce qui lui confère force exécutoire. La décision est notifiée à la victime et au FGTI qui procède au versement des sommes.

- La procédure d'indemnisation devient judiciaire en cas de refus motivé du FGTI, de refus de l'offre par la victime, auquel est assimilé son absence de réponse à l'offre du Fonds à l'expiration d'un délai de 2 mois. La CIVI retrouve alors tous ses pouvoirs et l'un des deux magistrats de la CIVI instruira la requête et disposera de toute une série de pouvoirs d'investigation[53], en vue d'une audience non publique. Le Procureur de la République et le Fonds de Garantie présentent leurs observations au plus tard quinze jours avant cette audience, à laquelle le demandeur et le FGTI doivent être convoqués au moins deux mois à l'avance.

La CIVI opère le calcul des indemnités en suivant les règles classiques de la responsabilité civile. Sa décision est ensuite notifiée au demandeur et au Fonds, qui doit régler l'indemnité allouée dans le délai d'un mois. Le demandeur et le FGTI peuvent faire appel, selon les conditions du droit commun, ce qui entraîne le réexamen de la demande par la Cour d'appel dont dépend la TGI dans le ressort duquel siège la CIVI.
Le Fonds dispose ensuite de deux actions : il peut opérer une action récursoire contre toute personne responsable, ou intenter une action contre la victime qui aurait, par la suite, été indemnisé par ailleurs. La victime, quant à elle, conserve l'exercice de tous ses droits et peut intenter une action en responsabilité de droit commun. L'article 706-8 du code de procédure pénale lui offre même la possibilité de revenir devant la CIVI si la décision statuant sur les intérêts civils lui accorde une indemnité supérieure à celle versée par le FGTI.